# Eudendrium biseriale
Eudendrium biseriale is een hydroïdpoliep uit de familie Eudendriidae. De poliep komt uit het geslacht Eudendrium. Eudendrium biseriale werd in 1935 voor het eerst wetenschappelijk beschreven door Fraser. 